# 장파초등학교
장파초등학교는 대한민국 경기도 파주시에 있는 공립 초등학교이다.

## 학교 연혁
- 1957.04.02 적서국민학교 장파 분실 설립
- 1960.03.28 장파분교장으로 승격(6학급)
- 1963.10.02 장파국민학교 승격(8학급)
- 1963.03.01 장파초등학교로 개칭
- 2002.02.04 식당 및 세척실 준공
- 2004.03.01 도지정 주 5일제 수업 시범학교 운영
- 2004.09.01 영어 원어민 보조교사 채용
- 2006.03.01 도지정 도농교류 체험학습 운영
- 2006.03.01 도지정 방과후 보육교실 운영
- 2006.03.01 도지정 농촌체험 학습장 운영
- 2007.03.01 도지정 돌아오는 농촌학교 만들기 시범학교 운영
- 2008.03.01 3층 다목적실, 학운위실, 보육보금자리실 증축
- 2009.03.01 6학급 편성
- 2009.05.15 복도바닥 교체
- 2009.06.17 학교경계 정비
- 2009.06.25 화장실(2실)개축
- 2009.08.25 1.6학년 교실 바닥 교체
- 2009.12.20 운동장 스탠드 차양막 교체
- 2009.12.17 학교평가 우수학교 교육감 표창
- 2010.02.20 유치원 교실 리모델링
- 2010.03.01 특수학급 신설 (1학급)
- 2010.11.15 3층 교실 2.5칸 준공
- 2010.12.23 교과특성화 논술교육운영 우수학교 교육감 표창
- 2011.03.01 온종일 돌봄교실 운영, 교과특성화학교 논술교육지정운영
- 2011.04.01 학교교육과정 편성 우수학교 교육감 표창
- 2011.12.22 학력향상목표관리제 운영 우수학교 교육감 표창
- 2011.12.26 사이버가정학습 운영 우수학교 교육감 표창
- 2012.02.10 학력향상창의경영학교 운영 우수학교 교육감 표창
- 2112.02.15 제48회 졸업 14명(졸업생 누계 2651명)
- 2012.03.01 제16대 이형옥 공모교장 취임
- 2012.03.01 6학급 편성, 특수학급 1학급 편성, 병설 유치원 1학급
- 2013.02.08 제49회 졸업 8명(졸업생 누계 2659명)
- 2013.09.01 경기도교육청 혁신학교 지정(4년간)
- 2014.02.14 제50회 졸업 11명(졸업생 누계 2670명)
- 2015.02.13 제51회 졸업 8명(졸업생 누계 2678명)
- 2017.09.01 경기도교육청 혁신학교 재지정(4년간)
- 2018.01.10 제54회 졸업장 수여식 (졸업생 누계2699명)
- 2018.03.01. 제18대 이연호 교장선생님 부임.
- 2023.03.01. 정윤동 교장선생님 취임